# Haimer (Unternehmen)
Die Haimer GmbH (Eigenschreibweise: HAIMER) ist ein mittelständisches Unternehmen im bayerischen Igenhausen bei Augsburg. Das Familienunternehmen entwickelt und fertigt am Stammsitz in Igenhausen Produkte für die Metallzerspanung, vor allem für die Branchen Werkzeug- und Formenbau, Automobil, Luft- und Raumfahrt, Energie, Medizintechnik und Allgemeiner Maschinenbau. Am zweiten Produktionsstandort in Bielefeld werden die Haimer-Microset-Voreinstellgeräte gebaut. Die Firma hält weltweit rund 700 Patente.
Das Unternehmen mit 800 Mitarbeitern unterhält zwei Produktionsstandorte in Deutschland und 15 Vertriebs- und Serviceniederlassungen in Europa, Asien, Nord- und Südamerika.

## Geschichte

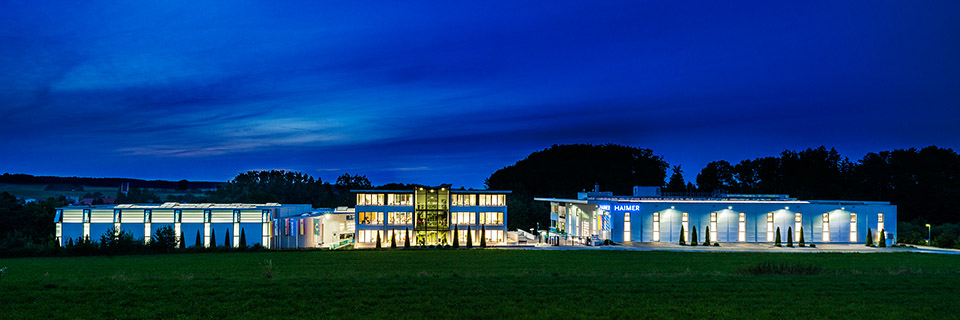
Sitz der Haimer GmbH in Igenhausen

Haimer wurde 1977 von Franz Haimer als Ein-Mann-Unternehmen in Igenhausen im Landkreis Aichach-Friedberg gegründet. Zu Beginn agierte das Unternehmen als Lohnfertigungsbetrieb.
In den Jahren 1988/89 führte das Unternehmen mit Messgeräten und einem Werkzeugaufnahmen-Programm erstmals eigene Produkte in den Markt ein. Es folgte die Entwicklung hauseigener Auswuchtmaschinen im Jahr 1996 sowie Schrumpfmaschinen im Jahr 1999.
Im Jahr 2002 erfolgte mit der Haimer USA, LLC in Chicago die Gründung der ersten internationalen Gesellschaft der Haimer Group. Weitere 14 internationale Vertriebs- und Service Niederlassungen in Hongkong, Madrid, Pune, Shanghai, Seoul, Osaka, Campinas, Santiago de Querétaro, Mailand, Ankara, Manchester, Posen, Limas und Nijmegen wurden bis heute gegründet.
2014 tritt Andreas Haimer die Nachfolge des Familienunternehmens als Geschäftsführer der Haimer GmbH und Präsident der Haimer Group an.
Im Jahr 2017 erfolgte die Übernahme der DMG Mori Microset GmbH in Bielefeld als zweiter Produktionsstandort, die seither unter dem Namen Haimer Microset GmbH firmiert. Mit der Übernahme erweiterte Haimer sein Produktsortiment um Werkzeugvoreinstellgeräte.
Ein Jahr später in 2018 wurde im zum Stammsitz benachbarten Ortsteil Motzenhofen ein neues Produktionsareal aufgebaut.
Im Jahr 2024 wurde Kathrin Haimer, ebenfalls in zweiter Generation, zur Geschäftsführerin bestellt.

## Produkte
Zum Produktportfolio des Unternehmens gehören Werkzeugaufnahmen, Schleifscheibenaufnahmen, Vollhartmetall-Schaftfräser, Messgeräte sowie Auswucht-, Schrumpf- und Voreinstellgeräte.